# Jun Lana
Jun Lana (Makati City, 10 oktober 1972), geboren als Rodolfo R. Lana jr., is een Filipijns schrijver van toneelstukken en filmscenario’s. Lana won voor zijn filmscenario’s tweemaal een FAMAS Award, een van de belangrijkste Filipijnse filmprijzen. Daarnaast won hij elfmaal de meest prestigieuze Filipijnse literatuurprijs, de Palanca Award en was hij in 2006 de jongste persoon ooit die werd toegelaten tot de Palanca Hall of Fame in 2006.

## Werk

### Films
- Sa Pusod ng Dagat (1998; schrijver)
- Sagad sa Init (1998; schrijver)
- Jose Rizal (1998; schrijver)
- Saranggola (1999; schrijver)
- Soltera (1999; schrijver)
- Sa Paraiso ni Efren (1999; schrijver)
- Muro Ami (1999; schrijver)
- Mapagbigay (2000; schrijver)
- Red Diaries(2001; schrijver)
- Bagong Buwan (2001; schrijver)
- I Think I'm in Love (2002; schrijver)
- Bedtime Stories (2002; schrijver)
- Two Timer (2002; schrijver)
- Pusong Gala (2005; verhaal)
- Gigil (2006; regisseur)
- Roxxxanne (2008; schrijver, regisseur)